# Caterham Cars
A Caterham Cars egy könnyű sportautókat gyártó kicsi cég, amelynek székhelye az angliai Caterham közelében található Dartford városában van. A cég része a brit autógyártásnak. Jelenlegi modelljük, az eredetileg 1973-ban piacra dobott Caterham 7, amely Colin Chapman által tervezett 3. generációs Lotus Seven közvetlen továbbfejlesztése. Az 1990-es években a cég elkészítette a Caterham 21-et, amely az MGF és a Lotus Elise kétüléses puhatetős alternatívája. 2010-ben a Lolával közös projekt, az SP/300.R, amit versenyautónak terveztek.
A Caterham független vállalat volt egészen addig, amíg a Team Lotus fel nem vásárolta őket 2011-ben, ami a Caterham Group megalakulásához vezetett. In 2021, Caterham Cars was acquired by VT Holdings, Japanese importer for the Caterham Seven since 2009. 2021-ben egy japán kiskereskedelmi vállalat, a VT Holdings vásárolta fel, amely 2009 óta a Caterham beszállítójaként tevékenykedett Japánba.

## Fordítás
- Ez a szócikk részben vagy egészben  a   Caterham Cars című angol Wikipédia-szócikk fordításán alapul.  Az eredeti cikk szerkesztőit annak laptörténete sorolja fel. Ez a jelzés csupán a megfogalmazás eredetét és a szerzői jogokat jelzi, nem szolgál a cikkben szereplő információk forrásmegjelöléseként.